# Angelina Lawton
Pour les articles homonymes, voir Lawton.
Angelina Lawton est une femme d'affaires américaine connue pour être la fondatrice et PDG de Sportsdigita, une organisation technologique qui aide les entreprises à transformer leurs ventes grâce à sa plateforme de présentation basée sur le cloud, Digideck.

## Biographie
Angelina Lawton, anciennement Angelina Rahn, est née dans la ville d'Edina dans le Minnesota. Elle a obtenu un baccalauréat ès arts de l'Arizona State University. 
En 2011, Lawton a fondé Sportsdigita et développé la plateforme Digideck pour aider les équipes et les organisations sportives à mieux présenter leurs histoires aux prospects, partenaires et fans. Digideck a rapidement gagné en popularité et est maintenant utilisé par près de 50% de toutes les équipes professionnelles des cinq grandes ligues sportives aux États-Unis (NHL, MLS, NBA, MLB, NFL). 
Lawton a été reconnue pour ses contributions à l'industrie sportive, notamment en étant nommée "Game Changer" par le Sports Business Journal en 2018. La même année, elle a été reconnue comme la femme la plus puissante dans le monde du sport américain par Forbes aux côtés de Serena Williams et Condoleezza Rice. 
En 1992, elle a épousé l'ancien joueur de hockey sur glace américain Brian Lawton et, en 2020, ils résident à Minneapolis (Minnesota) avec leurs trois enfants,.